# Agrotis dislocata
Agrotis dislocata är en fjärilsart som beskrevs av Walker 1856. Agrotis dislocata ingår i släktet Agrotis och familjen nattflyn. Inga underarter finns listade i Catalogue of Life.